# يوحنا مالكوم
يوحنا مالكوم (بالإنجليزية: John Malcolm)‏ (20 مايو 1917 في المملكة المتحدة - ) هو لاعب كرة قدم بريطاني في مركز نصف الجناح. لعب مع نادي ترانمير روفرز لكرة القدم وأكرينجتون ستانلي ‏.